# المكعدد (الظهار)

تعديل مصدري - تعديل

المكعدد  هي إحدى حارات حي الظهار بمدينة إب اليمنية، بلغ تعداد سكانها 652 نسمة حسب تعداد اليمن لعام 2004.